# David Glen Eisley
David Glen Eisley est un acteur et musicien américain né à Los Angeles (Californie) le 5 septembre 1952.

## Biographie
Il a fait partie du groupe de hard rock Giuffria entre 1984 et 1987, puis de Dirty White Boy de 1988 à 1991. Il est apparu à la télévision dans Beverly Hills 90210 ou le 7e ciel, dans un film américain (Action Jackson), dans l'épisode 8 de la saison 3 de 7 à la maison et quelques publicités. Il a aussi joué dans le série La Vie secrète d'une ado ordinaire.
Il est surtout connu pour son interprétation de Sweet Victory dans l'épisode l'Orchestre de la série de dessins animés Bob l'éponge.